# Margaret Fuller
Sarah Margaret Fuller Ossoli, běžně známá jako Margaret Fuller, (23. května 1810 – 19. července 1850) byla americká novinářka, kritička a obhájkyně ženských práv spojovaná s americkým transcendentálním hnutím. Stala se první ženou, která na plný úvazek pracovala v žurnalistice jako recenzentka knih. Její kniha Woman in the Nineteenth Century je považována za první hlavní feministické dílo ve Spojených státech.

## Biografie
Narodila se v Cambridge v Massachusetts a jako mladou dívku ji vyučoval otec Timothy Fuller. Později získala klasické vzdělání, stala se učitelkou a od roku 1839 začala dohlížet na to, čemu sama říkala „konverzace“: diskuse mezi ženami, které měly kompenzovat nedostatek přístupu k vysokoškolskému vzdělání. V roce 1840 se stala první editorkou transcendentalistického magazínu The Dial a o čtyři roky později přestoupila do redakce deníku New York Tribune pod vedením Horace Greeleyho. V té době se jí jako teprve třicátnici podařilo získat reputaci nejčtenější osoby v Nové Anglii, a to jak u žen, tak u mužů, a stala se první ženou, které bylo umožněno využít knihovnu Harvard College. Její vlivné dílo Woman in the Nineteenth Century bylo vydáno v roce 1845. O rok později ji deník New York Tribune vyslal do Evropy jako svou první ženskou korespondentku. Brzy na to se zapojila do revoluce v Itálii, kde se dostala do kontaktu s Giuseppem Mazzinim. V té době se rovněž seznámila s Giovannim Ossolim, svým budoucím manželem, se kterým měla později dítě. Všichni tři zahynuli během cesty do Spojených států v roce 1850, když jejich loď ztroskotala u Fire Islandu v New Yorku. Tělo Margaret Fuller nebylo nikdy nalezeno.
Fuller byla obhájkyní ženských práv, zejména vzdělání žen a jejich práva na zaměstnání. Podporovala rovněž mnoho dalších společenských reforem, včetně vězeňské reformy a emancipace otroků ve Spojených státech. Mnoho jiných obhájkyň ženských práv a feministek, včetně Susan B. Anthony, se odkazovalo k Margaret Fuller, která pro ně byla inspirací. Mnoho jejích současníku ji však nepodporovalo, včetně její někdejší přítelkyně Harriet Martineau, která o ní prohlásila, že byla spíše řečnicí a nikoliv aktivistkou.

## Vybraná díla
- Summer on the Lakes (1844)
- Woman in the Nineteenth Century (1845)
- Papers on Literature and Art (1846)

Posmrtně vydaná díla
- Memoirs of Margaret Fuller Ossoli (1852)
- At Home and Abroad (1856)
- Life Without and Life Within (1858)